# Mia madre fa l'attrice
Mia madre fa l'attrice è un documentario realizzato nel 2015 da Mario Balsamo

## Trama
Un docufilm ritratto del regista alla madre, ricordando il suo ruolo più celebre interpretato nel film La barriera della legge.

## Riconoscimenti
- In concorso al 33° Torino Film Festival.
- Premiato come miglior documentario al Mantova Film Fest 2016.
- Nomination miglior docufilm Nastri d'Argento 2016[1]

## Curiosità
Il film vede il ritorno al cinema dopo sessanta anni di Silvana Stefanini.